# Бачурин, Илья Викторович
Илья́ Ви́кторович Бачу́рин (род. 29 мая 1970 года, Москва) — российский продюсер и сценарист кино и телевидения, сооснователь кинотелевизионной студии «Главкино», креативный продюсер Всемирного фестиваля молодёжи и студентов в Сочи (2017 год), общественный посол Года добровольца в России (2018 год), посол года волонтёрства в России (2019 год). Генеральный директор ГБУК Москвы «Москонцерт» с 12 апреля 2021 года.

## Биография
Родился 29 мая 1970 года в Москве в семье студентов Московского энергетического института. Отец — Бачурин Виктор Алексеевич, мать — Бачурина Вера Сергеевна. Оба инженеры: отец — в области медицинский техники, мать — в области фундаментальной науки
В 1988 году Илья окончил спецшколу № 27. В 1990 году завершил службу в армии командиром отделения однополосных радиостанций. Кандидат в мастера спорта по легкой атлетике, I разряд по мотокроссу.
В 1992 году стал соучредителем и исполнительным директором компании «ДЕССА». В 1993 году, используя контакты западных партнёров по бизнесу, с коллегами по «ДЕССе» организовал первый в России концерт Майкла Джексона. В 1995 году стал сооснователем и генеральным директором музыкальной радиостанции «Станция 106,8».
В 1998 году окончил Государственную академию сферы быта и услуг по специальности «экономика, финансы и кредит».
В январе 2001 года перешёл работать на телевидение, став руководителем Дирекции музыкального вещания ОАО «ОРТ», с 2002 года переименованного в ОАО «Первый канал». Под его руководством на канале был прекращён показ низкокачественных «проплаченных» клипов артистов в музыкальных передачах и рубриках, а также организованы телепоказы церемонии вручения наград музыкальной премии «Грэмми» и международного конкурса песни «Евровидение» с последующим их обсуждением в студии. Принимал участие в создании музыкального проекта «Фабрика звёзд». Продюсер программы «Реальная музыка» (2001—2003).
В январе 2003 года перешёл на специализированный музыкальный телеканал «MTV Россия». В 2003—2006 годах был вице-президентом канала по производству и программированию и главным редактором. Оставался в должности до марта 2006 года. Был генеральным продюсером церемоний вручения премии MTV Russia Music Awards (2004—2005), членом российской отборочной комиссии «Евровидения» и членом жюри музыкального конкурса «Пять звёзд».
В 2006 году стал главным редактором телеканала «Музыка Первого» цифрового телесемейства «Первого канала».
В 2008 году совместно с Фёдором Бондарчуком основал кинотелевизионную компанию «Главкино». Читал лекции слушателям специализации «Менеджмент в музыкальной индустрии» в Государственном университете управления, а также разработал и читал курс «индустрия развлечений» в рамках программы MBA Школы бизнеса МГИМО.
Продюсер церемонии передачи олимпийского флага в Ванкувере в рамках зимней Олимпиады 2010 года. С 2009 по 2014 год был вице-президентом Оргкомитета XXII зимних Олимпийских игр и XI зимних Паралимпийских игр в Сочи.
В 2017 году был креативным продюсером ВФМС в Сочи.
С ноября 2019 года — ведущий телепрограммы «Новости. Подробно. Кино» на телеканале «Россия-Культура».
В 2019—2021 годах являлся генеральным директором АО «ТВ БРИКС».
12 апреля 2021 года назначен генеральным директором Государственного бюджетного учреждения культуры города Москвы «Москонцерт». В 2022 году стал организатором Культбригад Москонцерта.
Является участником оргкомитета Российских креативных недель и премий в сфере креативных индустрий.
В 2024 году был доверенным лицом кандидата в президенты России Владимира Путина.

## Личная жизнь
С 1994 по 2004 год был женат на Полине Журавлёвой. В браке родились две дочери (Ярослава и Василиса). С 2012 по 2016 год состоял в фактическом браке с актрисой Равшаной Курковой, с 2016 по 2018 год — с актрисой Надеждой Сысоевой.

## Фильмография
- 2011 — Иконоскоп (реж. Виталий Манский) — продюсер[53]
- 2012 — Август. Восьмого (реж. Джаник Файзиев) — продюсер[54][55]
- 2012 — Плов (реж. Фёдор Бондарчук) — продюсер[56]
- 2015 — Вечный холод (реж. Андрей Мигачев) — продюсер[57]
- 2015 — Живая вода (реж. Резо Гигинеишвили) — продюсер[58]
- 2016 — Армия, я люблю тебя! — продюсер[59]
- 2016 — Вертолётчики — продюсер[56]
- 2016 — Мой парень — робот — продюсер[60]
- 2019 — Сбежавшие в Аризону — продюсер[60]